# Nordnorsk Fartøyvernsenter og Båtmuseum
Nordnorsk Fartøyvernsenter og Båtmuseum ligger i Hellarbogen i Foldvik i Gratangens kommun i Troms fylke, där det driver ett fartygsvarv för restaurering av äldre fartyg. Stiftelsen Nordnorsk Fartøyvernsenter og Båtmuseum ansvarar också sedan 1995 för Nordnorsk Båtmuseum i närbelägna Gratangsbotn.
Riksantikvaren utpekade 1996 tre nationella centra för fartygsbevarande: Hardanger Fartøyvernsenter i Norheimsund och Nordnorsk Fartøyvernsenter og Båtmuseum i Gratangen för träfartyg samt Bredalsholmen Dokk og Fartøyvernsenter utanför Kristiansand för fartyg med skrov i stål.
Stiftelsen äger bland andra hardangerjakten Fuglø, småvalfångstfartyget Flid 1, fembøringen ''Grytir'' och kuttern Brottsjø.